# هان نيلسن
هان نيلسن (بالدنماركية: Hanne Nielsen)‏ هي مخترِعة دنماركية، ولدت في 11 سبتمبر 1829 في Søllerød ‏ في الدنمارك، وتوفي بنفس المكان في 15 يونيو 1903.